# Be Natural
«Be Natural» es una canción grabada por el grupo femenino surcoreano Red Velvet, lanzada el 14 de octubre de 2014 por S.M. Entertainment como un sencillo digital. Es una versión de la canción del mismo nombre de S.E.S. lanzada en 2000.

## Antecedentes y lanzamiento
«Be Natural» es una versión de la canción del mismo nombre interpretada por S.E.S., el primer grupo femenino de S.M. Entertainment. Los integrantes Seulgi e Irene, anteriormente interpretaron la versión original en un vídeo de predebut, que fue lanzado en el canal oficial de S.M. Entertainment en YouTube como parte de las promociones para su grupo de predebut, SM Rookies, que tres de las integrantes del grupo, Red Velvet formaron parte.
El primer teaser fue lanzado el 6 de octubre de 2014, mostrando a todas las cuatro chicas usando sillas, insinuando una transición a un concepto más maduro comparado con su primer sencillo, «Happiness». Más teasers fueron lanzados antes de que el grupo hiciera su regreso a los escenarios en M! Countdown el 9 de octubre. S.M. Entertainment lanzó el videoclip para la canción en su cuenta oficial de YouTube horas más tarde. El sencillo, por otro lado, no fue liberado hasta el 13 de octubre.

## Vídeo musical
El videoclip fue dirigido por Shim Jae-won, que también trabajó con la coreógrafa, Kyle Hanagami, para la coreografía. El vídeo de la canción muestra la coreografía original del vídeo de predebut de las integrantes Irene y Seulgi cuando interpretaron la canción en un vídeo de SM Rookies. También muestra al integrante de SR14B, Taeyong, quien ahora forma parte de NCT, haciendo las partes del rap.

## Créditos
- Red Velvet - Artista principal (Vocales)
  - Irene - vocales líder
  - Seulgi - vocal
  - Wendy - vocales principales
  - Joy - vocales
- Taeyong - Artista invitado (Raps)

## Posicionamiento en listas
| Lista (2014)                           | Mejor posición |
| -------------------------------------- | -------------- |
| Corea del Sur (Gaon Singles Chart)     | 33             |
| Corea del Sur (Download Singles Chart) | 20             |
| Corea del Sur (BGM Chart)              | 31             |

## Ventas
| Lista                | Cantidad |
| -------------------- | -------- |
| Gaon Downloads Chart | 48 886+  |